# Lijst van rijksmonumenten in Stichtse Vecht
De gemeente Stichtse Vecht telt 772 inschrijvingen in het rijksmonumentenregister, hieronder een overzicht. Zie ook de gemeentelijke monumenten in Stichtse Vecht

## Breukelen
De plaats Breukelen telt 155 inschrijvingen in het rijksmonumentenregister. Zie Lijst van rijksmonumenten in Breukelen voor een overzicht.

## Kockengen
De plaats Kockengen telt 35 inschrijvingen in het rijksmonumentenregister. Zie Lijst van rijksmonumenten in Kockengen voor een overzicht.

## Loenen aan de Vecht
De plaats Loenen aan de Vecht telt 144 inschrijvingen in het rijksmonumentenregister. Zie Lijst van rijksmonumenten in Loenen aan de Vecht voor een overzicht.

## Loenersloot
De plaats Loenersloot telt 16 inschrijvingen in het rijksmonumentenregister. Zie Lijst van rijksmonumenten in Loenersloot voor een overzicht.

## Maarssen
De plaats Maarssen telt 195 inschrijvingen in het rijksmonumentenregister. Zie Lijst van rijksmonumenten in Maarssen voor een overzicht.

## Nieuwersluis
De plaats Nieuwersluis telt 82 inschrijvingen in het rijksmonumentenregister. Zie Lijst van rijksmonumenten in Nieuwersluis voor een overzicht.

## Nieuwer Ter Aa
De plaats Nieuwer Ter Aa telt 4 inschrijvingen in het rijksmonumentenregister.
| Object                                                                                             | Oorspronkelijke functie?  | Bouwjaar      | Architect | Locatie            | Coördinaten?                  | Nr.?  | Afbeelding        |
| -------------------------------------------------------------------------------------------------- | ------------------------- | ------------- | --------- | ------------------ | ----------------------------- | ----- | ----------------- |
| Nederlands Hervormde Kerk. Eenbeukige bakstenen kruiskerk met koor, uitgebouwde sacristie en toren | Kerk en kerkonderdeel     | laat 15e eeuw |           | Kerklaan bij 18    | 52° 11' 30" NB, 4° 58' 44" OL | 10640 | Meer afbeeldingen |
| Boerderij, langhuistype, met rieten dak                                                            | Boerderij                 | 1837          |           | Wilhelminastraat 7 | 52° 10' 28" NB, 4° 59' 47" OL | 10642 | Meer afbeeldingen |
| "Aazicht". Zeer fraai witgepleisterde boerenwoning, dwarstype met hoge opkamer, rieten dak         | Boerderij                 | 17e eeuw      |           | Julianalaan 18     | 52° 11' 23" NB, 4° 58' 43" OL | 10643 | Meer afbeeldingen |
| Oukoper Molen                                                                                      | Industrie- en poldermolen | 1644/1839     |           | Oukoop 12          | 52° 12' 20" NB, 4° 59' 17" OL | 26102 | Meer afbeeldingen |

## Nigtevecht
De plaats Nigtevecht telt 26 inschrijvingen in het rijksmonumentenregister. Zie Lijst van rijksmonumenten in Nigtevecht voor een overzicht.

## Oud-Aa
De plaats Oud-Aa telt 1 inschrijving in het rijksmonumentenregister.
| Object                                                                     | Oorspronkelijke functie? | Bouwjaar | Architect | Locatie | Coördinaten?                  | Nr.?  | Afbeelding        |
| -------------------------------------------------------------------------- | ------------------------ | -------- | --------- | ------- | ----------------------------- | ----- | ----------------- |
| Terrein waarin zich de overblijfselen van de ridderhofstad Ruwiel bevinden | Archeologisch monument   | 13e eeuw |           |         | 52° 10' 55" NB, 4° 58' 26" OL | 45277 | Meer afbeeldingen |

## Oud-Zuilen
De plaats Oud-Zuilen telt 31 inschrijvingen in het rijksmonumentenregister. Zie Lijst van rijksmonumenten in Oud-Zuilen voor een overzicht.

## Portengen
De plaats Portengen telt 1 inschrijving in het rijksmonumentenregister.
| Object                                                          | Oorspronkelijke functie? | Bouwjaar | Architect | Locatie   | Coördinaten?                  | Nr.?  | Afbeelding        |
| --------------------------------------------------------------- | ------------------------ | -------- | --------- | --------- | ----------------------------- | ----- | ----------------- |
| Drabosch, boerderij langhuistype, halve luiken en kleine roeden | Boerderij                | 18e eeuw |           | Bosdijk 1 | 52° 11' 26" NB, 4° 57' 30" OL | 23721 | Meer afbeeldingen |

## Tienhoven
De plaats Tienhoven telt 12 inschrijvingen in het rijksmonumentenregister. Zie Lijst van rijksmonumenten in Tienhoven (Stichtse Vecht) voor een overzicht.

## Vreeland
De plaats Vreeland telt 70 inschrijvingen in het rijksmonumentenregister. Zie Lijst van rijksmonumenten in Vreeland voor een overzicht.
Amersfoort ·
Baarn ·
Bunnik ·
Bunschoten ·
De Bilt ·
De Ronde Venen ·
Eemnes ·
Houten ·
IJsselstein ·
Leusden ·
Lopik ·
Montfoort ·
Nieuwegein ·
Oudewater ·
Renswoude ·
Rhenen ·
Soest ·
Stichtse Vecht ·
Utrecht ·
Utrechtse Heuvelrug ·
Veenendaal ·
Vijfheerenlanden ·
Wijk bij Duurstede ·
Woerden ·
Woudenberg ·
Zeist